# Királytinóru
A királytinóru vagy királyvargánya (Butyriboletus regius) a tinórufélék családjába tartozó, Európában és Észak-Amerikában honos, lomberdőkben élő, ehető gombafaj. 

## Megjelenése
A királytinóru kalapja 8-15 (20) cm széles, fiatalon félgömb alakú, később domborúan, idősen majdnem laposan kiterül. Széle fiatalon behajló, kifejletten egyenes. Felszíne száraz, nedvesen kissé tapadós; fiatalon bársonyos, később sima, némileg egyenetlen, gödröcskékkel, ráncokkal tarkított lehet. Színe eleinte halványrózsás, rózsavörös, barnásvörös, fényen sárgásbarnává, világosbarnává, akár halványsárgává fakulhat. Sérülésre nem kékül.
Húsa vastag, fiatalon kemény, később puha, szivacsos. Színe halványsárga vagy citromsárga, sérülésre nem vagy csak kissé kékül. Szaga és íze kellemes, gombaszerű. 
Termőrétege csöves. A pórusok szűkek (2-3/mm), idősen kitágulnak (1-2/mm). Színük fiatalon citromsárga, később piszkossárga, olív árnyalattal. Sérülésre kékül. 
Tönkje 5-12 cm magas és 3-5 cm vastag. Alakja hengeres vagy többé-kevésbé bunkós, vaskos, tömör, húsos. Felső fele aprószemű, az alapszínnel egyező, hálózatos mintával díszített. Színe citromsárga vagy élénksárga, néha egészen halvány; a tövénél gyakran vöröses. 
Spórapora olívbarna. Spórája elliptikus vagy kissé orsószerű, sima, vékony falú, mérete 13-15,5 x 4-5 µm.

### Hasonló fajok
Külsőre leginkább a rózsásbarna tinóruhoz hasonlít, de annak húsa erősebben kékül és kalapja tompább rózsaszín. Összetéveszthető a sárgahúsú tinóruval, a fakó tinóruval, esetleg a mérgező kesernyés tinóruval. 

## Elterjedése és termőhelye
Európában és Észak-Amerikában honos; inkább délen gyakori. Magyarországon ritka.
Melegkedvelő lombos erdőkben él, leginkább tölgy, bükk vagy szelídgesztenye alatt. Júniustól októberig terem. 

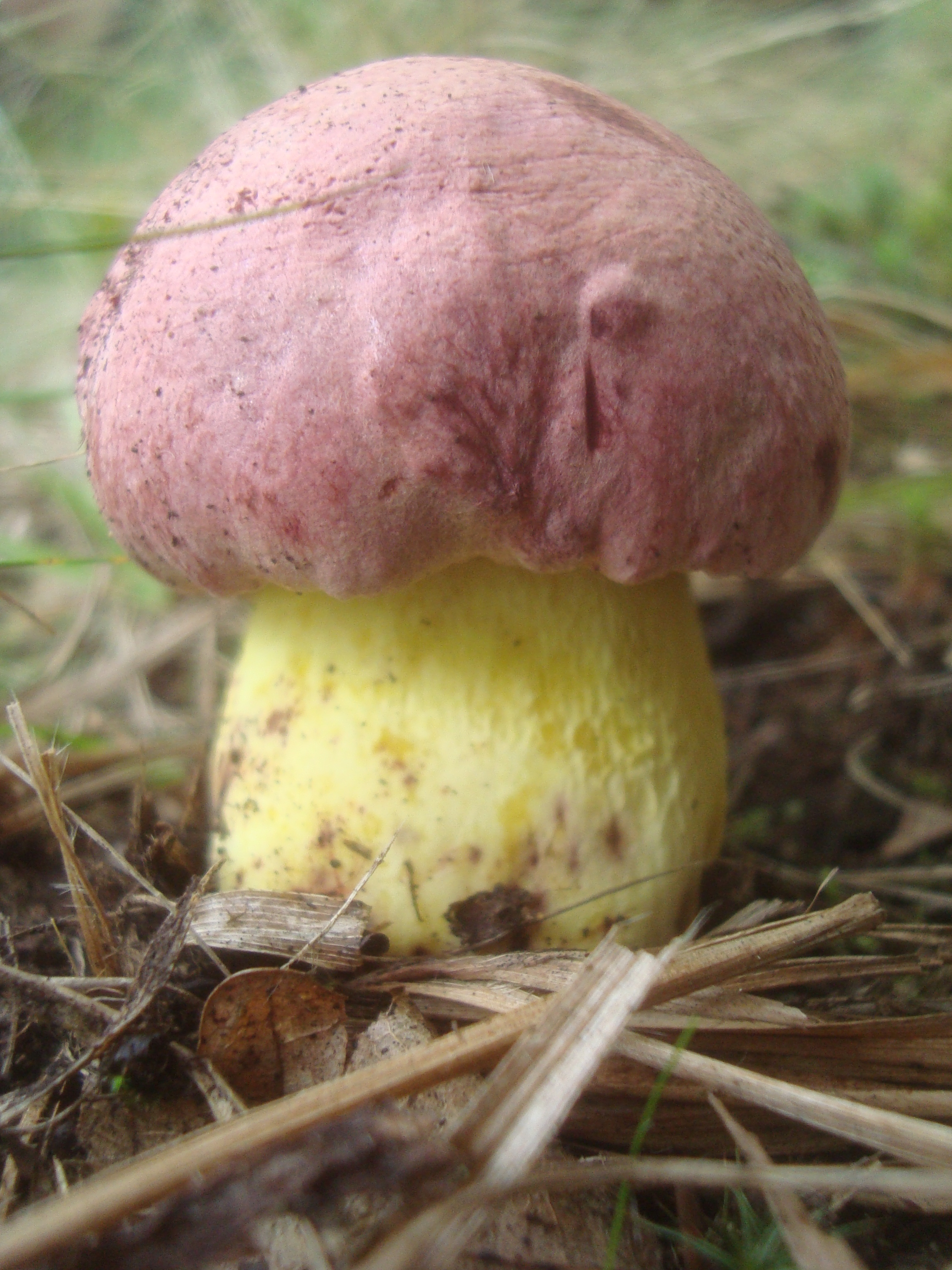
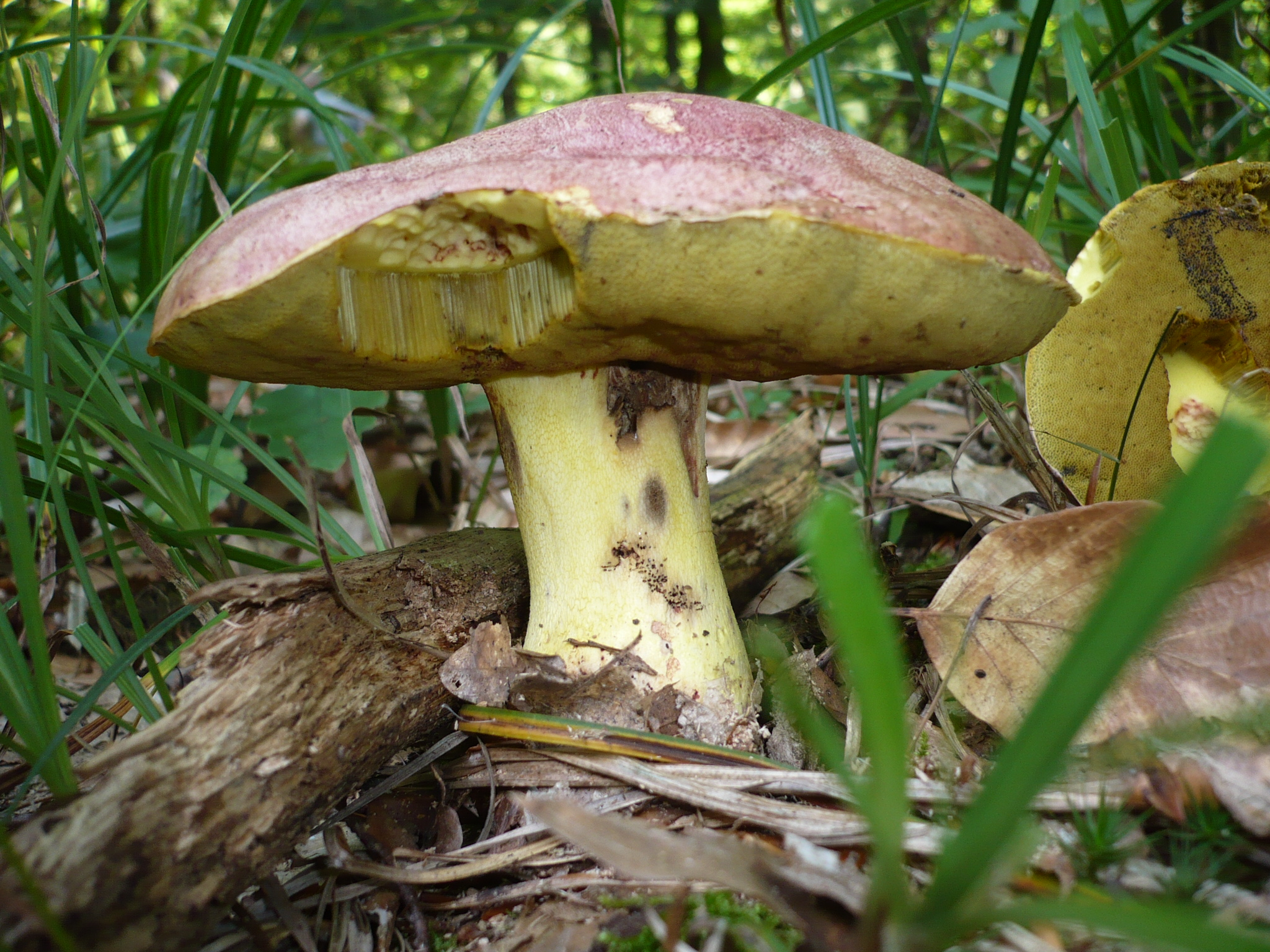
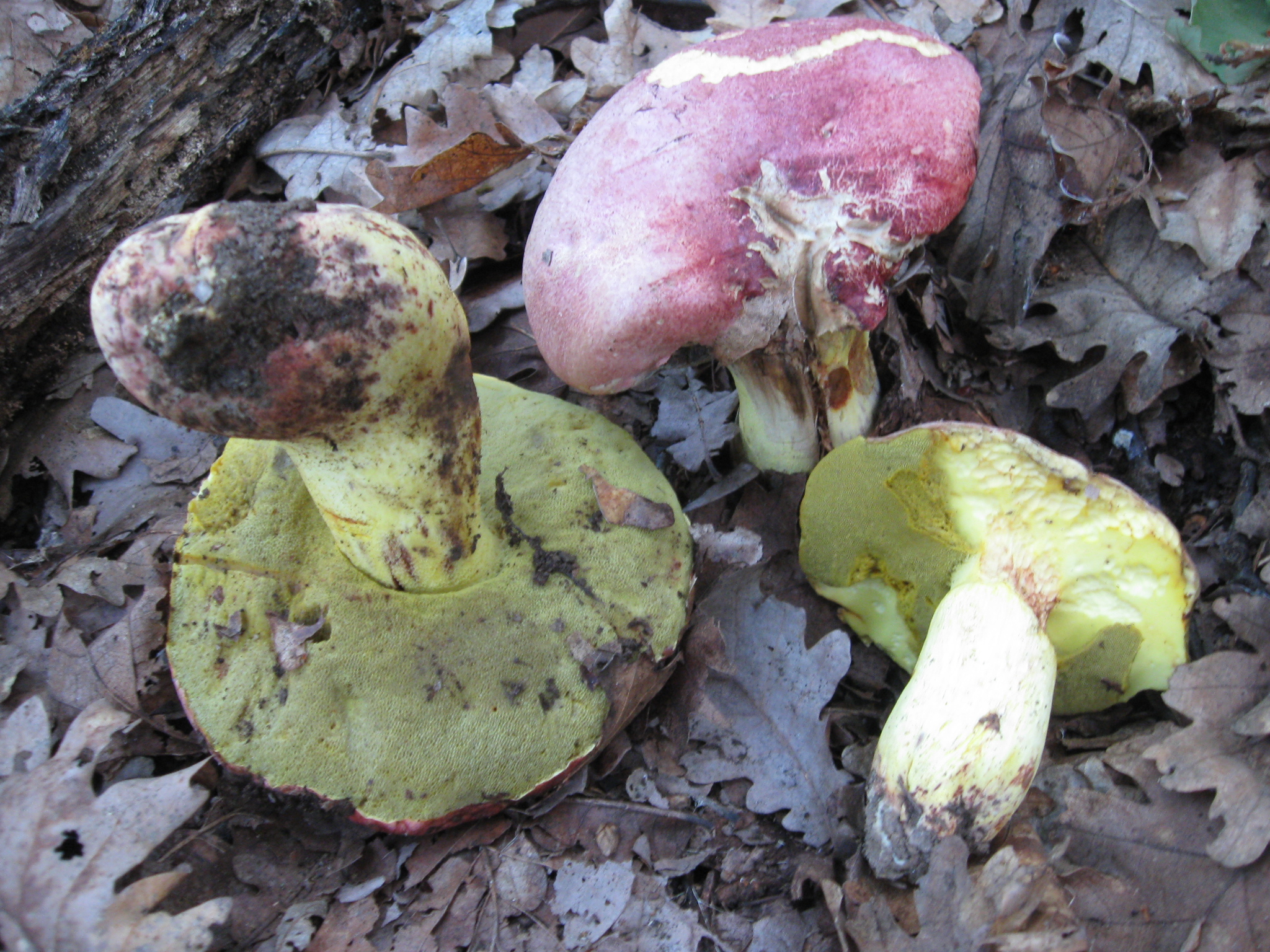
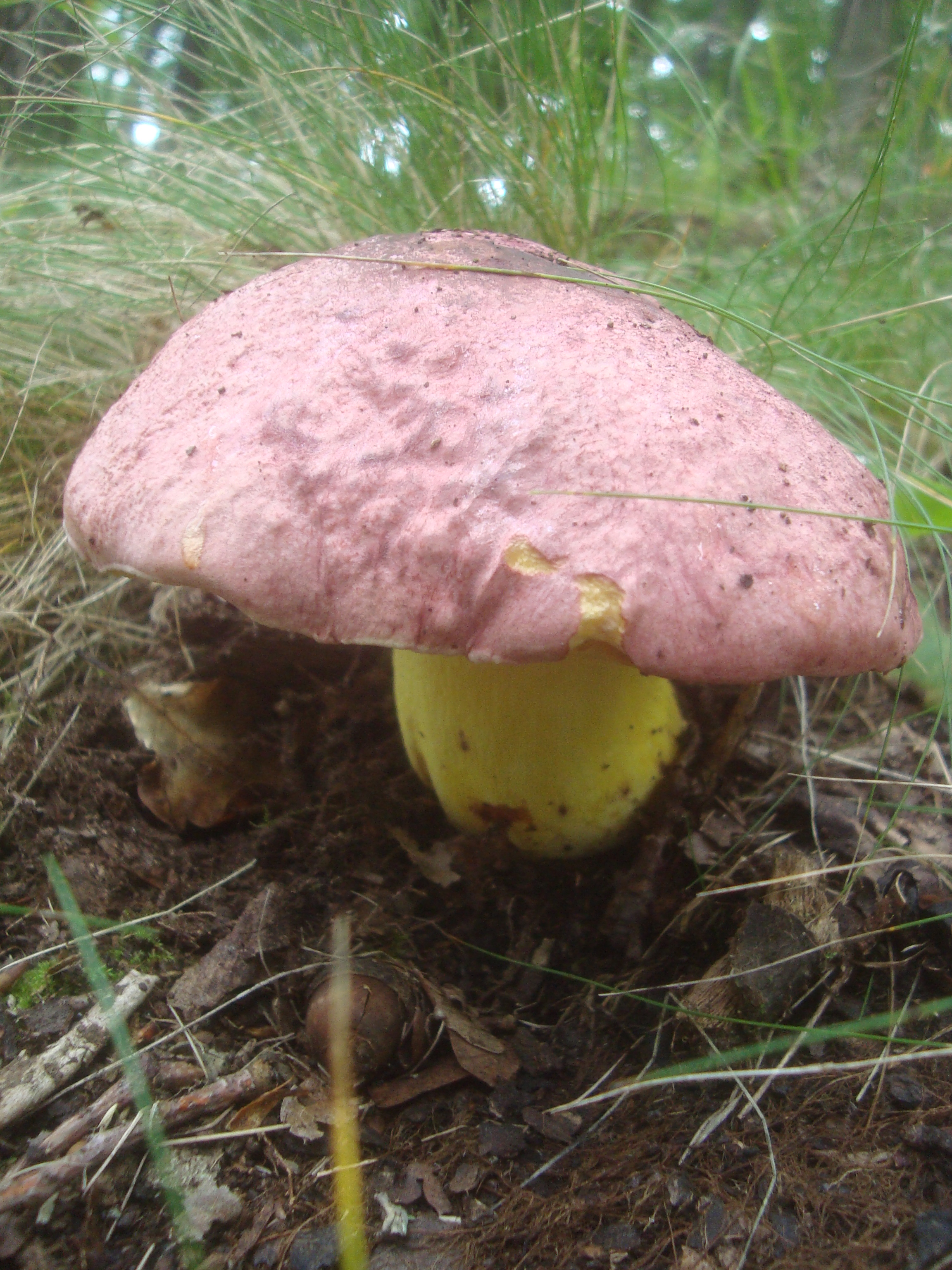
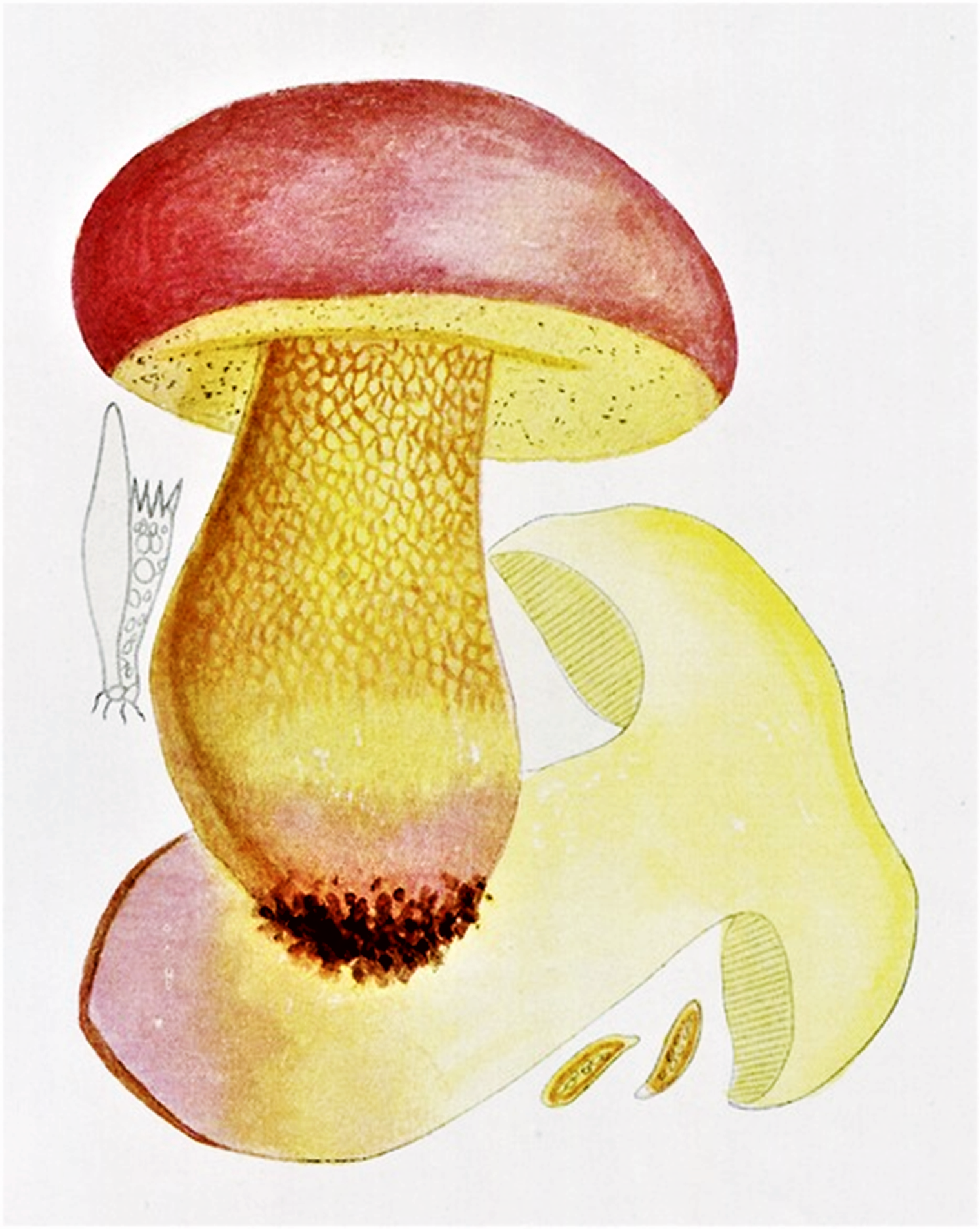

Ehető, ízletes gomba. 